# Eugène Cauchy
Pour les articles homonymes, voir Cauchy.
Eugène Cauchy, né le 16 octobre 1802 à Paris où il est mort le 2 avril 1877, est un juriste français qui fut garde des registres de la Chambre des pairs et maître des requêtes au Conseil d’État durant la monarchie de Juillet.

## Biographie
Né le 16 octobre 1802 à Paris, Eugène Cauchy est le fils cadet de Louis François Cauchy, garde du sceau au Sénat puis plus tard secrétaire et archiviste de la chambre des pairs, et le frère du mathématicien Augustin Louis Cauchy.
Devenu docteur en droit en 1823, il occupe de 1835 à 1848 les postes de garde des registres de la Chambre des pairs et maître des requêtes au Conseil d’État, avant d'en être congédié après la révolution de Juillet.
Il est élu le 23 juin 1866 au cinquième fauteuil de la section de législation, droit public et jurisprudence de l'Académie des sciences morales et politiques,.
Il décède le 2 avril 1877 à Paris.

## Distinctions
- Officier de la Légion d'honneur (1841)[6]

## Publications
- Eugène Cauchy, Jus romanum : De negotiis gestis ; Droit français : De la Communauté conventionnelle, thèse pour le doctorat, Paris, imprimerie de Rignour, 1823[3].
- Eugène Cauchy, Les Précédents de la Cour des Pairs, recueillis et mis en ordre par E. Cauchy, Paris, imprimerie royale, 1839, 710 p.[7]
- Eugène Cauchy, Rapport fait, le 11 janvier 1842, à la Cour royale de Paris au nom d'une Commission chargée d'étudier les modifications à faire à la partie du Code civil relative aux privilèges et hypothèques, Paris, imprimerie de J.-B. Gros, 1842, 34 p.[8]
- Eugène Cauchy, Du Duel considéré dans ses origines et dans l'état actuel des mœurs, Paris, C. Hingray, 1846, 2 volumes[9].
- Eugène Cauchy, De la Propriété communale et de la mise en culture des communaux, à l'occasion du projet de décret proposé à l'Assemblée nationale par son comité de l'administration départementale et communale, Paris, Hingray, 1848, 155 p.[10]
- Eugène Cauchy, Un mot sur la question du duel, Paris, imprimerie de A. Guyot et Scribe, 1849, 8 p.[11]
- Eugène Cauchy, « Études sur Domat, lectures faites à l'Académie des sciences morales et politiques », in Revue de législation et de jurisprudence, Batignolles, imprimerie de Hennuyer, novembre-décembre 1851 et mars 1852, 87 p.[12]
- Eugène Cauchy, Le droit maritime international considéré dans ses origines et dans ses rapports avec les progrès de la civilisation, Paris, Guillaumin et Cie, 1862 (réédité en 1984), 2 volumes, 549 p.[13]
- Eugène Cauchy, « La Neutralité, résumé d'histoire et de droit » in Dictionnaire général de la politique dirigé par Maurice Block, Strasbourg, imprimerie de Vve Berger-Levrault, 1864, 8 p.[14]
- Eugène Cauchy, De nepote rapto et recepto : avitum carmen, traduit en français sous le titre de L'Enfant perdu et retrouvé : poème latin par son grand-père par Henri Patin, Paris, imprimerie J. Claye, 1865, 67 p.[15]
- Eugène Cauchy, « Du respect de la propriété privée dans la guerre maritime : mémoire lu à l'Académie des sciences morales et politiques dans les séances des 12, 19 et 26 mai 1866 » in Compte rendu de l'Académie des sciences morales et politiques, Paris, Amyot, Guillaumin et Cie, 1866, 155 p.[16]
- Eugène Cauchy, Vidui desideria, consolatorius liber ; Mon veuvage, regrets et consolations, Paris, imprimerie de J. Claye, 1866, 101 p.[17]
- Eugène Cauchy, « Du Jugement des crimes politiques et en particulier de la Cour des Pairs et de la Haute Cour, mémoire lu à l'Académie des sciences morales et politiques, dans les séances des 12 janvier et 9 février 1867 » in Comptes rendus de l'Académie des sciences morales et politiques, t. LXXX, Paris, Guillaumin, 1867, 51 p.[18]
- Eugène Cauchy, « Observations sur Lucrèce, considéré comme poète et comme philosophe, au sujet d'une étude de M. Martha sur le poème de la Nature » in Compte rendu de l'Académie des sciences morales et politiques, Orléans, imprimerie de E. Colas, 1868, 15 p.[19]
- Eugène Cauchy, « Rapport présenté à l'Académie des sciences morales et politiques sur un ouvrage de M. César Cantù, intitulé Histoire de la littérature latine » in Compte rendu de l'Académie des sciences morales et politiques, Paris, 1868, 17 p.[20]
- Eugène Cauchy, « De Quelques Moyens d'atténuer les calamités de la guerre par voie de conventions internationales », in Compte rendu de l'Académie des sciences morales et politiques, Paris, 1869, 43 p.[21]
- Eugène Cauchy, « Rapport sur un ouvrage de M. Du Boys, intitulé De l'influence sociale des Conciles » in Comptes rendus de l'Académie des sciences morales et politiques, t. LXXXIX, Orléans, imprimerie de E. Colas, 1869, 8 p.[22]
- Eugène Cauchy, « Rapport sur le concours relatif à l'administration locale en France et en Angleterre, fait au nom de la section de législation, droit public et jurisprudence, lu dans les séances des 13, 23 et 30 avril 1870 » in Comptes rendus de l'Académie des sciences morales et politiques, t. XCIII, Paris, 1870, 91 p.[23]
- Eugène Cauchy, « Rapport sur un ouvrage de M. Sargeret, intitulé Du Progrès maritime » in Compte rendu de l'Académie des sciences morales et politiques, Orléans, imprimerie de E. Colas, 1870, 11 p.[24]
- Eugène Cauchy, Notice sur la vie de M. Augustin Cochin lue à l'Académie des sciences morales et politiques, dans ses séances des 13 et 20 avril 1872, Paris, C. Douniol, 1872, 56 p.[25]